# كريستوف كيربارت
كريستوف كيربارت (2 أغسطس 1986 ببريست في فرنسا - ) (بالفرنسية: Christophe Kerbrat)‏ هو لاعب كرة قدم فرنسي في مركز الوسط. لعب مع نادي بلابينيك ونادي غانغون.

## وصلات خارجية
- كريستوف كيربارت على موقع رابطة كرة القدم الفرنسية للمحترفين (الإنجليزية)
- كريستوف كيربارت على موقع قاعدة بيانات كرة القدم.إي يو (الإنجليزية)
- كريستوف كيربارت على موقع Soccerway.com (الإنجليزية)
- كريستوف كيربارت على موقع AS.com (الإسبانية)